# Demanio Forestale di Randello
Il Demanio Forestale di Randello è un'area naturale protetta ancora non riconosciuta dalla Regione Siciliana, situata fra punta Braccetto e Scoglitti in provincia di Ragusa. 

## Descrizione
È una fascia costiera ricadente sul territorio del comune di Ragusa costituita da una pineta affacciata sul mare e su un arenile che costeggia una piccola insenatura della costa. Essa è situata vicino alla Riserva naturale Pino d'Aleppo ed ha una certa somiglianza con quest'ultima. In passato è stata una riserva di caccia privata.  
La flora presente nella riserva è costituita da un bosco di pini di diverse varietà oltre ad altre essenze arboree sia endemiche che di importazione. Fra le specie presenti si ricordano la quercia spinosa, il leccio, il lentisco, l'eucaliptus, il mirto, il cipresso e altre specie della macchia mediterranea. 
Nell'area della riserva si trovano delle rovine di alcune necropoli facenti parte del complesso archeologico di Kamarina. Tuttavia la parte più famosa è senza dubbio la spiaggia di Randello.
Recentemente è sorta una polemica sull'utilizzo demaniale dell'area ricadendo in essa una serie di caratteristiche che la renderebbero una riserva.